# Žárská
Žárská je krátká ulice na Lehovci v katastrálním území Hloubětín na Praze 14, která spojuje ulici Kukelskou a Slévačskou.
Nazvána je podle Žárského rybníka u obce Žár (okres České Budějovice) severozápadně od Nových Hradů. Vedle na příklad Vizírské, Krylovecké, Rochovské a Kardašovské patří do velké skupiny ulic na východě Hloubětína a v sousedních Kyjích, jejichž názvy připomínají vodstvo (rybníky). Ulice vznikla a byla pojmenována v roce 1975, když se letech 1972–1975 budovalo sídliště Lehovec.
Po obou stranách ulice jsou panelové domy. Autobusová zastávka Žárská se nachází nedaleko na Slévačské.

### Externí odkazy

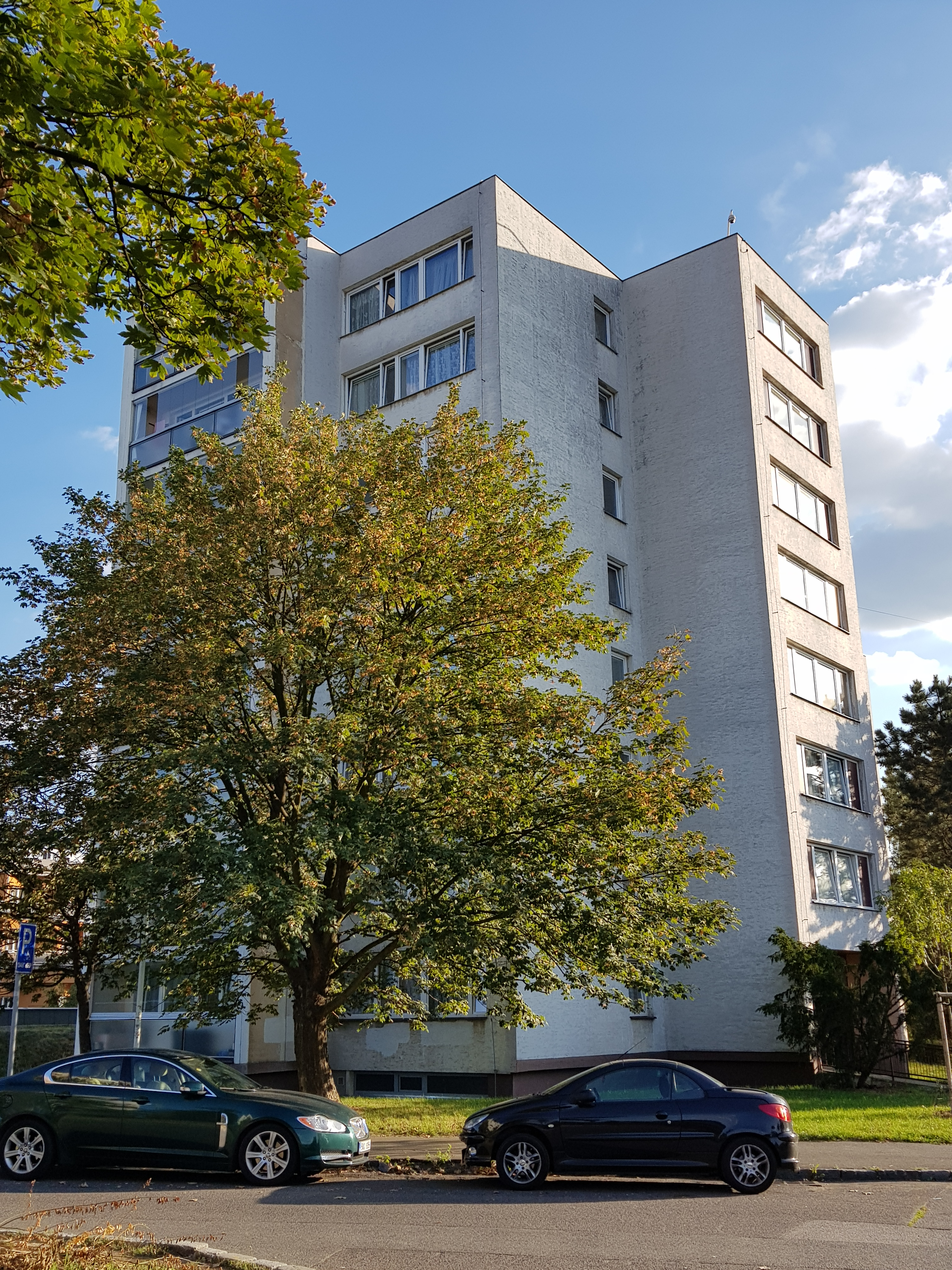
Jihozápadní strana ulice, panelový dům s adresou Kukelská čp. 922/8